# Verrucella cerasina
Verrucella cerasina is een zachte koraalsoort uit de familie Ellisellidae. De koraalsoort komt uit het geslacht Verrucella. Verrucella cerasina werd in 1999 voor het eerst wetenschappelijk beschreven door Grasshoff. 